# Gnorimoschema splendoriferella
Gnorimoschema splendoriferella é uma mariposa pertencente a família Gelechiidae . Foi descrito pelo entomólogo August Busck, em 1904. É encontrada na América do Norte, onde foi registrada em Washington, nos Estados Unidos.  
A envergadura é de aproximadamente 16 mm. As asas anteriores são brilhantes, vermelho-púrpura intenso, com margem costal estreita. A parte apical das asas é manchada com escamas brancas e preto-azuladas. Há uma faixa longitudinal subcostal basal, além de uma mancha amareleda mal definida no início dos cílios alares. 
- “Gnorimoschema Busck, 1900”, Markku Savela's Lepidoptera and Some Other Life Forms. Acessado em 7 de julho de 2017.
- Moth Photographers Group, Universidade Estadual do Mississippi.
- Proceedings of the United States National Museum, vol. 27 (1375), p. 758. (Domínio público – este artigo incorpora texto de uma fonte em domínio público).